# Paul Jenkins
Paul Jenkins (ur. 12 lipca 1923 Kansas City, Missouri, zm. 9 czerwca 2012 w Nowym Jorku) – amerykański malarz.
W latach (1948–1951) studiował w Arts Students League w Nowym Jorku, a od 1955 pracował we Francji i USA.
Tworzył w nurcie abstrakcji, a jego twórczość bliska jest stylowi color field painting. W 1988 wykonał environment dla opery w Pekinie z malowanego jedwabiu o powierzchni 11 000 m² oraz serię banerów wyeksponowanych na Wielkim Murze. Od lat 90. XX w. systematycznie wystawiał swoje dawne i nowe prace. Ostatnia duża wystawa retrospektywna-malarstwo na płótnie z (1955–1960) miała miejsce w 2007 w Nowym Jorku. Jego prace znajdują się w wielu kolekcjach muzealnych na świecie, m.in. w Museum of Modern Art w Nowym Jorku i w The Tate Gallery w Londynie.

## Prace
- Harpoon, (1957),
- Phenomena Dylans Host, (1969),
- Phenomena Delhi Mound, (1973),
- Phenomena Check Mate Wind, (1979),
- Phenomena overtakes starboard side, (1979)